# Mauritius-Kirche (Oppelsbohm)

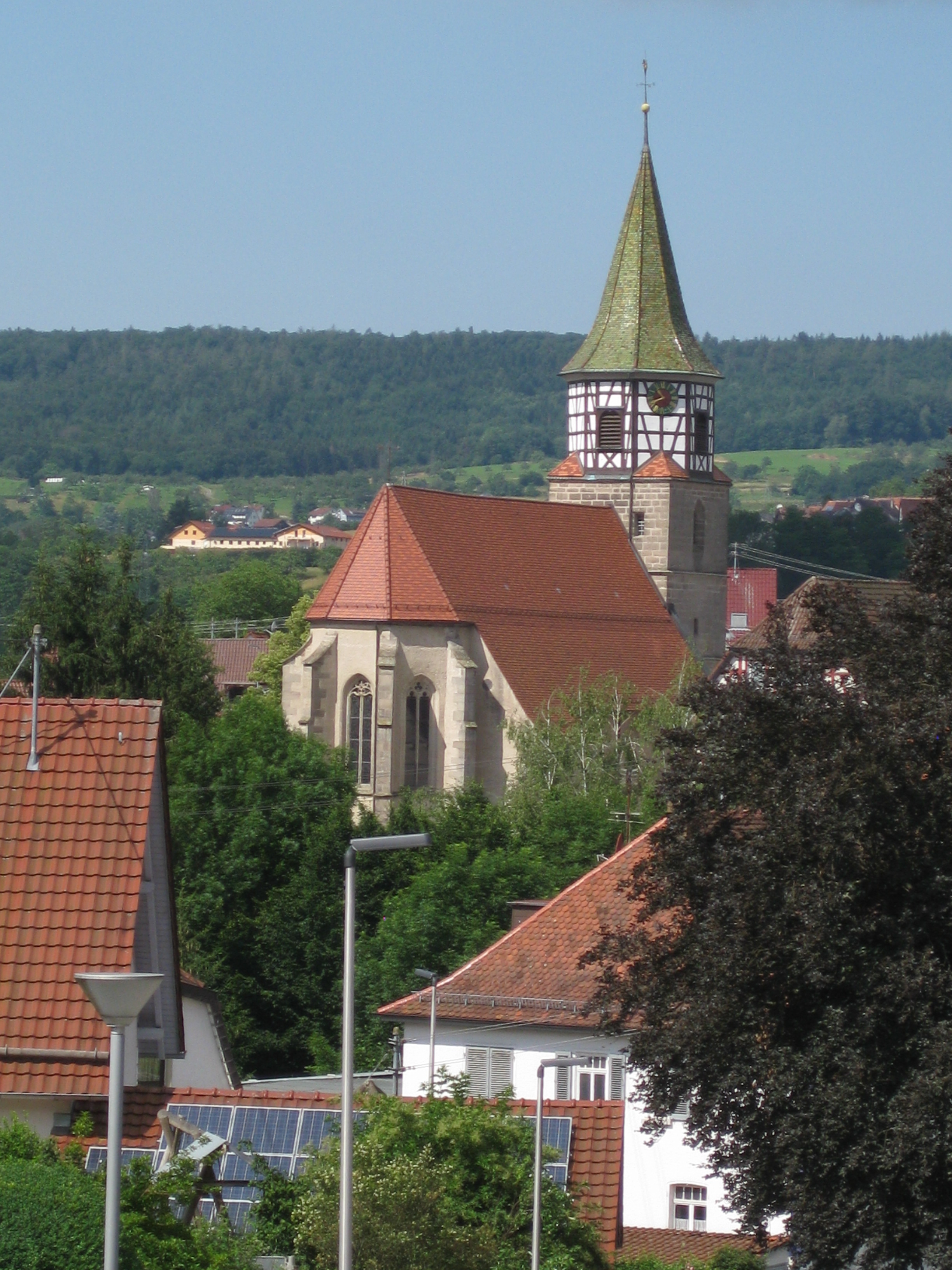
Mauritius-Kirche in Oppelsbohm

Die evangelische Mauritius-Kirche steht in Oppelsbohm, einem Ortsteil von Berglen im Rems-Murr-Kreis in Baden-Württemberg. Das Bauwerk ist beim Landesamt für Denkmalpflege Baden-Württemberg als Baudenkmal eingetragen. Die Kirche gehört zum Kirchenbezirk Waiblingen in der Evangelischen Landeskirche in Württemberg.

## Beschreibung
Die Saalkirche wurde im Kern 1520/30 erbaut. Sie besteht aus einem Langhaus, einem eingezogenen, dreiseitig geschlossenen, von Strebepfeilern gestützten Chor, aus einem Joch im Osten und aus einem spätgotischen Fassadenturm aus Quadermauerwerk auf quadratischem Grundriss im Westen. Der Turm wurde 1779 mit einem achteckigen Geschoss aus Holzfachwerk für die Turmuhr und den Glockenstuhl mit vier Kirchenglocken aufgestockt und mit einem spitzen Helm bedeckt.
Der Innenraum des Chors ist mit einem Netzgewölbe überspannt.